# Calvin Booth
Calvin Lawrence Booth (Reynoldsburg, Ohio, 7 de mayo de 1976) es un exjugador de baloncesto y dirigente deportivo estadounidense, actual gerente general de los Denver Nuggets desde el 7 de julio de 2020. Con 2,11 metros de altura, jugaba en la posición de ala-pívot.

## Carrera

### Universidad
Booth asistió a la Universidad Estatal de Pensilvania tras una estelar carrera en el instituto. En su año júnior con los Lions, fue nombrado Jugador Defensivo del Año de la Big Ten Conference y como sénior fue elegido en el mejor quinteto de la conferencia. Se licenció en artes en 1998.

### NBA

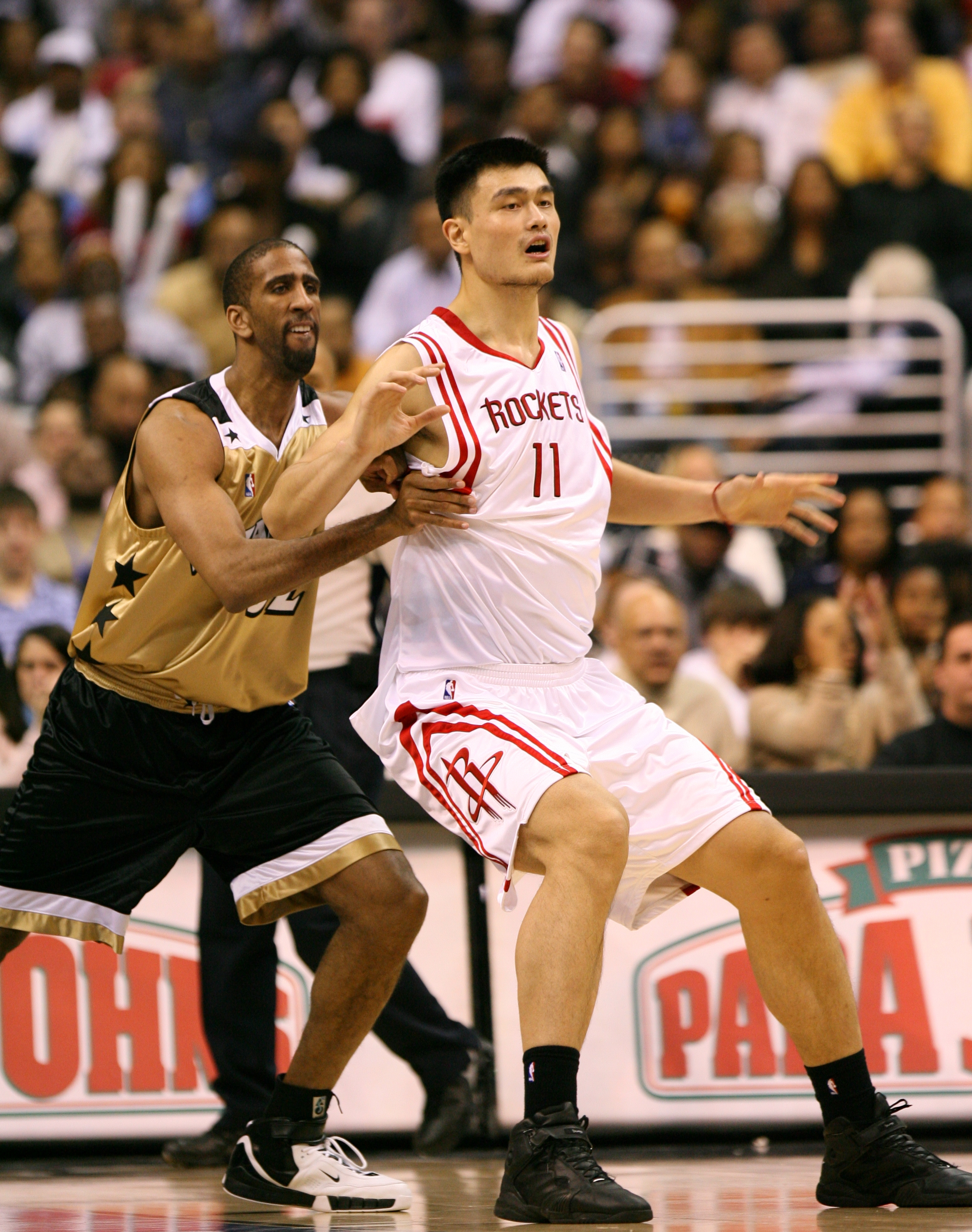
Calvin Booth (izquierda) defendiendo a Yao Ming en 2006.

Fue seleccionado en el Draft de 1999 en la 35ª posición de la segunda ronda por Washington Wizards. En su primera temporada en la liga se perdió 71 partidos, pudiendo disputar tan solo 11 y promediando 3.8 puntos y 2.9 rebotes en 13 minutos de juego. A la temporada siguiente fue traspasado a Dallas Mavericks, jugando allí 15 partidos antes de recalar en Seattle SuperSonics donde permanecería tres campañas. Posteriormente regresó a los Mavericks, jugó 17 partidos con Milwaukee Bucks en la temporada 2004-05 y retornó a los Wizards. 
En septiembre de 2007 firmó con Philadelphia 76ers. El 9 de julio de 2008 fue traspasado a Minnesota Timberwolves junto con su compañero Rodney Carney.
El 19 de febrero de 2009 fue traspasado a Sacramento Kings junto con Rashad McCants por Shelden Williams y Bobby Brown.
A lo largo de su carrera, no ha pasado de ser un decente segundo o tercer pívot en la rotación de las franquicias por las que ha pasado, lastrado por las lesiones y los continuos traspasos.

## Estadísticas de su carrera en la NBA

### Temporada regular
| Año     | Equipo       | PJ  | PT | MPP  | %TC  | %3P  | %TL  | RPP | APP | ROB | TPP | PPP |
| ------- | ------------ | --- | -- | ---- | ---- | ---- | ---- | --- | --- | --- | --- | --- |
| 1999–00 | Washington   | 11  | 0  | 13.0 | .348 | .000 | .714 | 2.9 | .6  | .3  | 1.3 | 3.8 |
| 2000–01 | Washington   | 40  | 22 | 16.0 | .440 | .000 | .733 | 4.4 | .6  | .4  | 2.0 | 4.5 |
| 2000–01 | Dallas       | 15  | 7  | 19.5 | .548 | .000 | .606 | 4.8 | 1.3 | .8  | 2.0 | 7.5 |
| 2001–02 | Seattle      | 15  | 15 | 18.6 | .427 | .000 | .958 | 3.6 | 1.1 | .4  | .9  | 6.2 |
| 2002–03 | Seattle      | 47  | 0  | 12.2 | .437 | .000 | .723 | 2.3 | .3  | .2  | .7  | 2.9 |
| 2003–04 | Seattle      | 71  | 35 | 17.0 | .466 | .000 | .798 | 3.9 | .4  | .2  | 1.4 | 4.9 |
| 2004–05 | Dallas       | 34  | 1  | 7.7  | .430 | .000 | .875 | 1.7 | .1  | .3  | .5  | 2.4 |
| 2004–05 | Milwaukee    | 17  | 0  | 11.1 | .517 | .000 | .750 | 2.9 | .2  | .2  | .7  | 2.5 |
| 2005–06 | Washington   | 33  | 2  | 7.6  | .426 | .500 | .556 | 1.6 | .4  | .3  | .3  | 1.4 |
| 2006–07 | Washington   | 44  | 1  | 8.6  | .470 | .500 | .600 | 1.8 | .4  | .1  | .7  | 1.6 |
| 2007–08 | Philadelphia | 31  | 0  | 6.6  | .333 | .000 | .600 | 1.2 | .3  | .2  | .6  | .8  |
| Total   | Total        | 358 | 83 | 12.3 | .450 | .222 | .748 | 2.8 | .4  | .3  | .9  | 3.3 |

### Playoffs
| Año   | Equipo     | PJ | PT | MPP  | %TC  | %3P  | %TL  | RPP | APP | ROB | TPP | PPP |
| ----- | ---------- | -- | -- | ---- | ---- | ---- | ---- | --- | --- | --- | --- | --- |
| 2001  | Dallas     | 10 | 0  | 13.7 | .405 | .000 | .889 | 2.8 | .2  | .7  | .6  | 3.8 |
| 2007  | Washington | 1  | 0  | 18.0 | .667 | .000 | .000 | 4.0 | 1.0 | 1.0 | .0  | 4.0 |
| Total | Total      | 11 | 0  | 14.1 | .425 | .000 | .889 | 2.9 | .3  | .7  | .6  | 3.8 |

## Vida personal
Es hijo de Calvin y Gail Booth, y tiene una hermana llamada Carolyn.
Junto con su esposa Keisha tiene una hija, Carter, y un hijo, Carey.